# Republica Socialistă Bosnia și Herțegovina
Republica Socialistă Bosnia și Herțegovina (în sârbocroată Socijalistička Republika Bosna i Hercegovina, cu caractere chirilice: Социјалистичка Pепублика Босна и Херцеговина) a fost un stat socialist, și o țară constituțională a fostei Republici Socialiste Federative Iugoslavia. Aceasta a fost predecesoarea actualei Bosnia și Herțegovina și a fost formată în timpul unei întâlniri a Rezistenței Antifasciste la Mrkonjić Grad la 25 noiembrie 1943. Republica Socialistă a dispărut în 1990, când instituțiile comuniste au fost abandonate, iar cele democratice au fost adoptate, în timp ce Bosnia și Herțegovina și-a declarat independența față de Iugoslavia în 1992.
Capitala republicii a fost orașul Sarajevo, care și-a păstrat acest statut și după independență.

## Șefi de instituții

### Președinți
- Președintele Consiliului Antifascist de Eliberarea Populară din Bosnia și Herțegovina
  - Vojislav Kecmanović (25 noiembrie 1943 - 26 aprilie 1945)
- Președinții de Prezidiu a Adunării Populare
  - Vojislav Kecmanović (26 aprilie 1945 - noiembrie 1946)
  - Đuro Pucar (noiembrie 1946 - septembrie 1948)
  - Vlado Segrt (septembrie 1948 - martie 1953)
- Președinții Adunării Populare
  - Đuro Pucar (decembrie 1953 - iunie 1963)
  - Ratomir Dugonjić (iunie 1963 - 1967)
  - Džemal Bijedić (1967 - 1971)
  - Hamdija Pozderac (1971 - mai 1974)
- Președinți de Președinție
  - Ratomir Dugonjić (mai 1974 - aprilie 1978)
  - Raif Dizdarević (aprilie 1978 - aprilie 1982)
  - Branko Mikulić (aprilie 1982 - 26 aprilie 1984)
  - Milanko Renovica (26 aprilie 1984 - 26 aprilie 1985)
  - Munir Mesihović (26 aprilie 1985 - aprilie 1987)
  - Mato Andrić (aprilie 1987 - aprilie 1988)
  - Nikola Filipović (aprilie 1988 - aprilie 1989)
  - Obrad Piljak (aprilie 1989 - 20 decembrie 1990)

### Prim-miniștrii
- Prim-miniștrii Bosniei și Herțegovinei (parte a guvernului iugoslav) 
  - Rodoljub Čolaković (7 martie 1945 - 27 aprilie 1945)
- Prim-miniștrii
  - Rodoljub Čolaković (27 aprilie 1945 - septembrie 1948)
  - Đuro Pucar (septembrie 1948 - martie 1953)
- Președintele Consiliului Executiv
  - Đuro Pucar (martie 1953 - decembrie 1953)
  - Avdo Humo (decembrie 1953 - 1956)
  - Osman Karabegović (1956 - 1963)
  - Hasan Brkić (1963 - 1965)
  - Rudi Kolak (1965 - 1967)
  - Branko Mikulić (1967 - 1969)
  - Dragutin Kosovac (1969 - aprilie 1974)
  - Milanko Renovica (aprilie 1974 - 28 aprilie 1982)
  - Seid Maglajlija (28 aprilie 1982 - 28 aprilie 1984)
  - Gojko Ubiparip (28 aprilie 1984 - aprilie 1986)
  - Josip Lovrenović (aprilie 1986 - aprilie 1988)
  - Marko Ceranić (aprilie 1988 - 20 decembrie 1990)